# Farkas Molnár

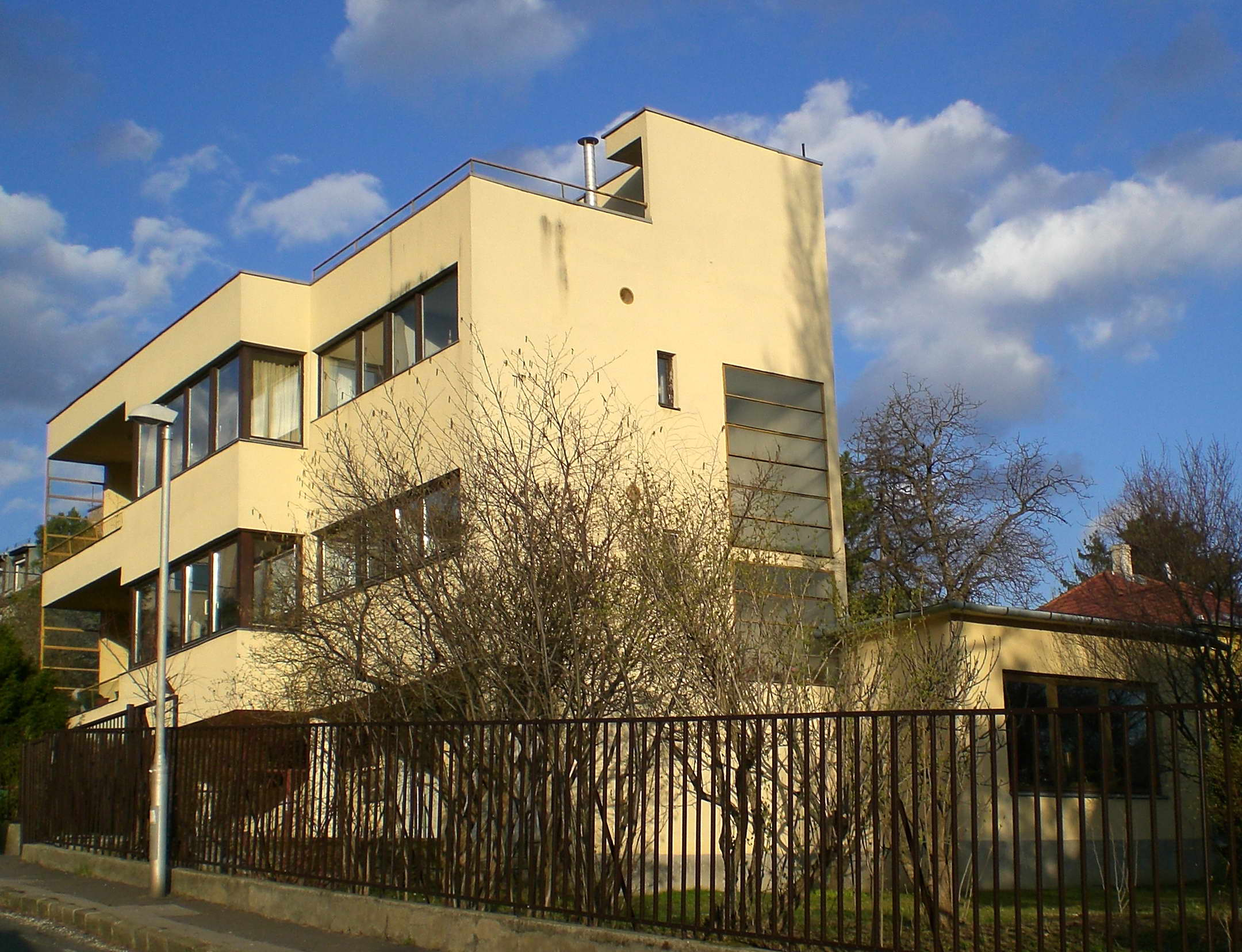
Gebäude in der Harangvirág utca (1929)

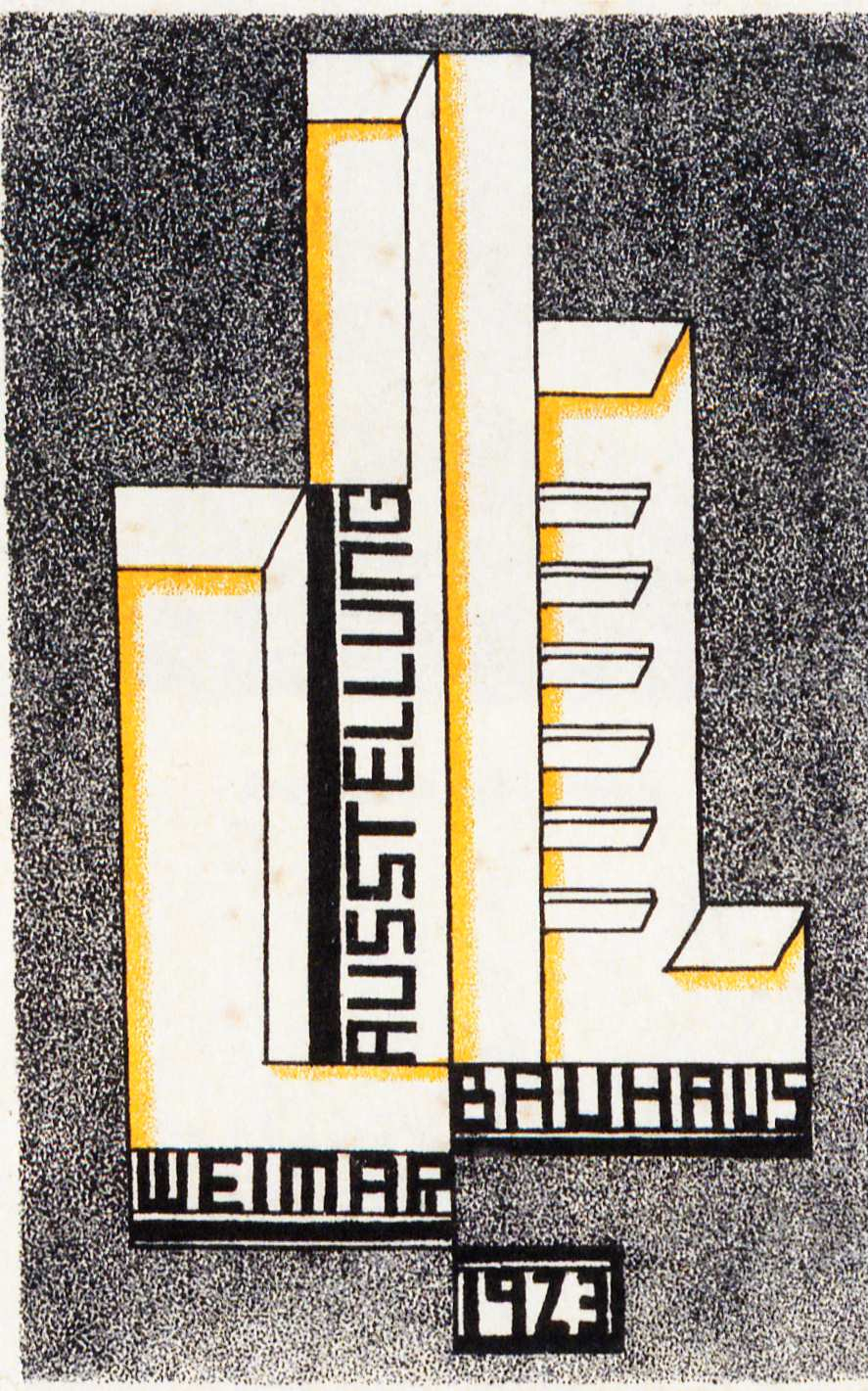
Bauhausausstellung von 1923

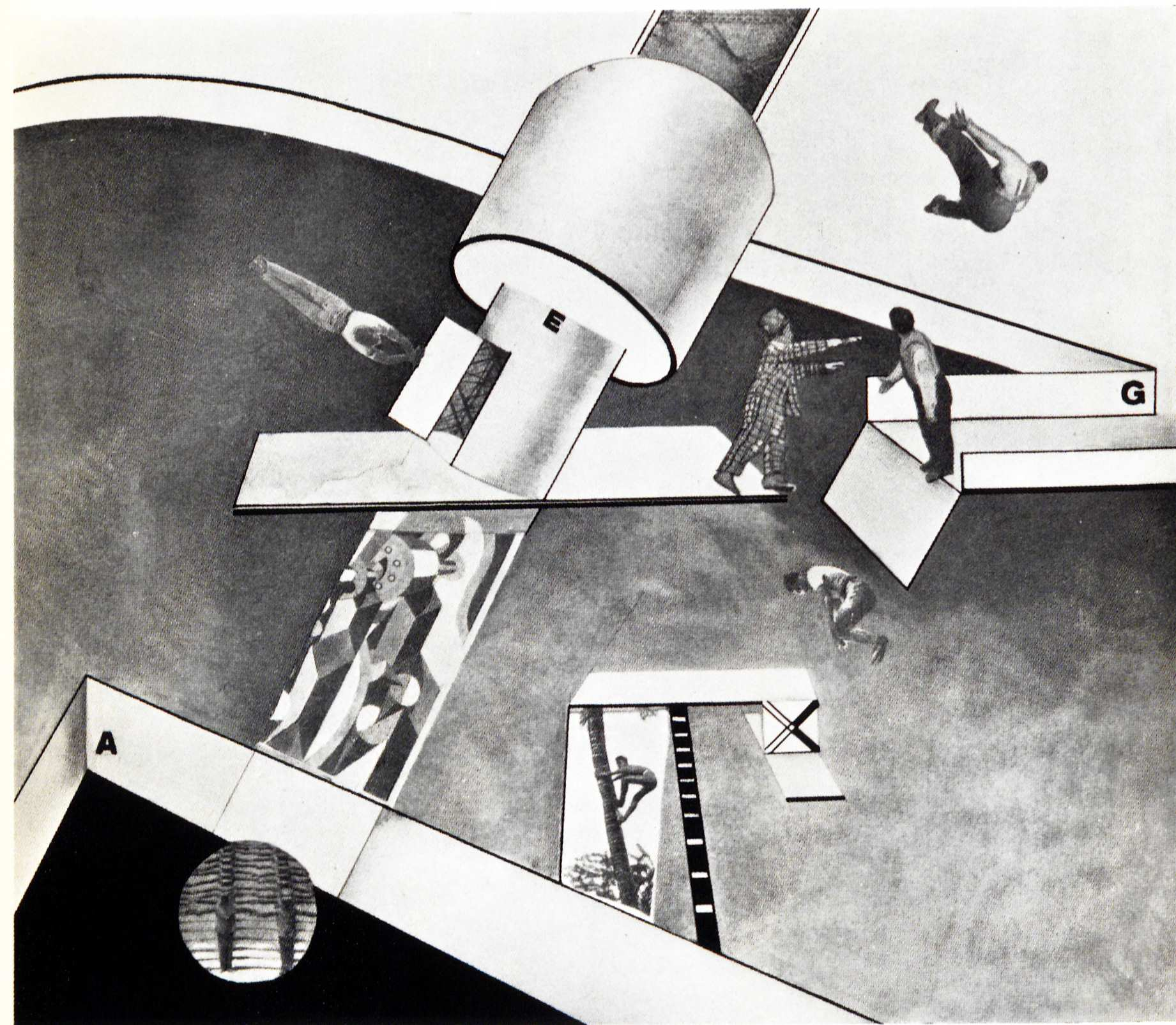
U-Theater (1925)

Farkas Ferenc Molnár (geboren 21. Juni 1897 in Pécs, Österreich-Ungarn; gestorben 12. Januar 1945 in Budapest) war ein ungarischer Architekt und führendes Mitglied der Internationalen Moderne zwischen den beiden Weltkriegen.

## Leben
Nach dem Studium der Malerei und Grafik an der Ungarischen Akademie der Bildenden Künste in Budapest und anschließend Architektur an der dortigen Technischen Hochschule für Bildende Kunst emigrierte Molnár 1920 nach dem Sturz der Räterepublik in Ungarn und war von 1921 bis 1925 Student am Bauhaus in Weimar anfänglich bei Johannes Itten, später Mitarbeiter von Walter Gropius. 1923 entwarf er den Roten Würfel für das Musterhaus Am Horn in Weimar, realisiert wurde aber der Entwurf Georg Muches. 1925 kehrte er nach Budapest zurück und fertigte mit Paul Ligeti und József Fischer Entwürfe für Mietshausbauten an. Er war Mitbegründer des Congrès International d’Architecture Moderne und organisierte die ungarische Sektion.

## Schriften
- Oskar Schlemmer, László Moholy-Nagy, Farkas Molnár: Die Bühne im Bauhaus. Bauhausbücher, Band 4, München 1925